# Waldo von Freising

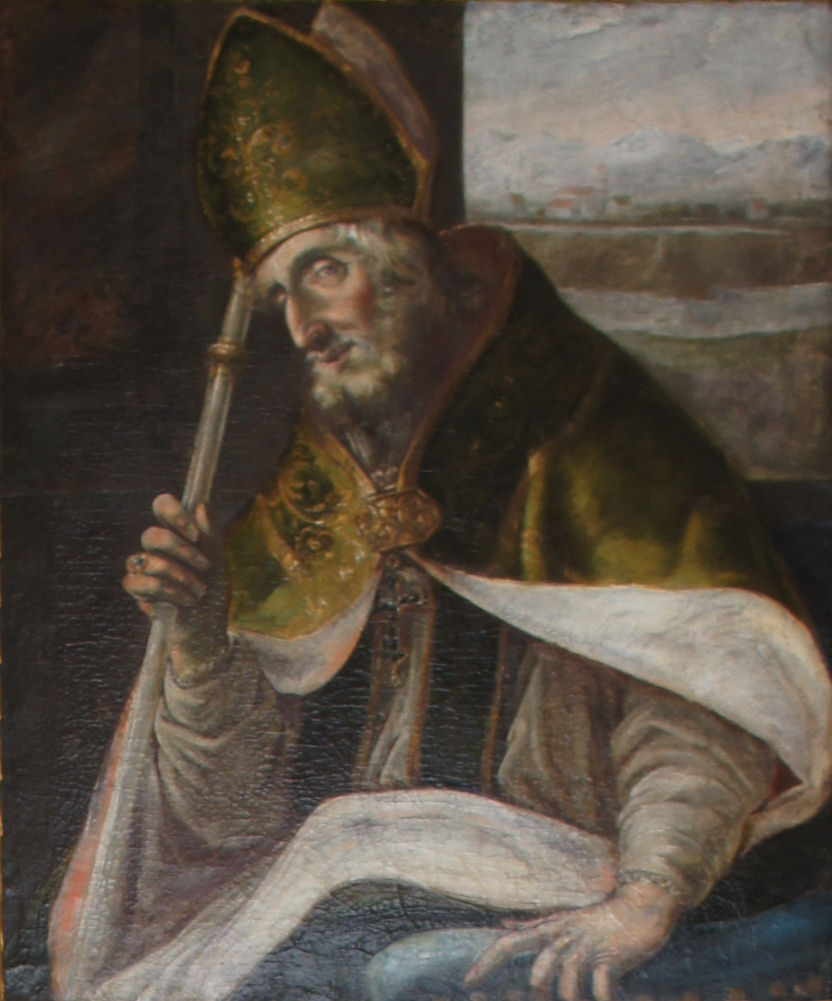
Waldo auf einem Gemälde im Fürstengang Freising

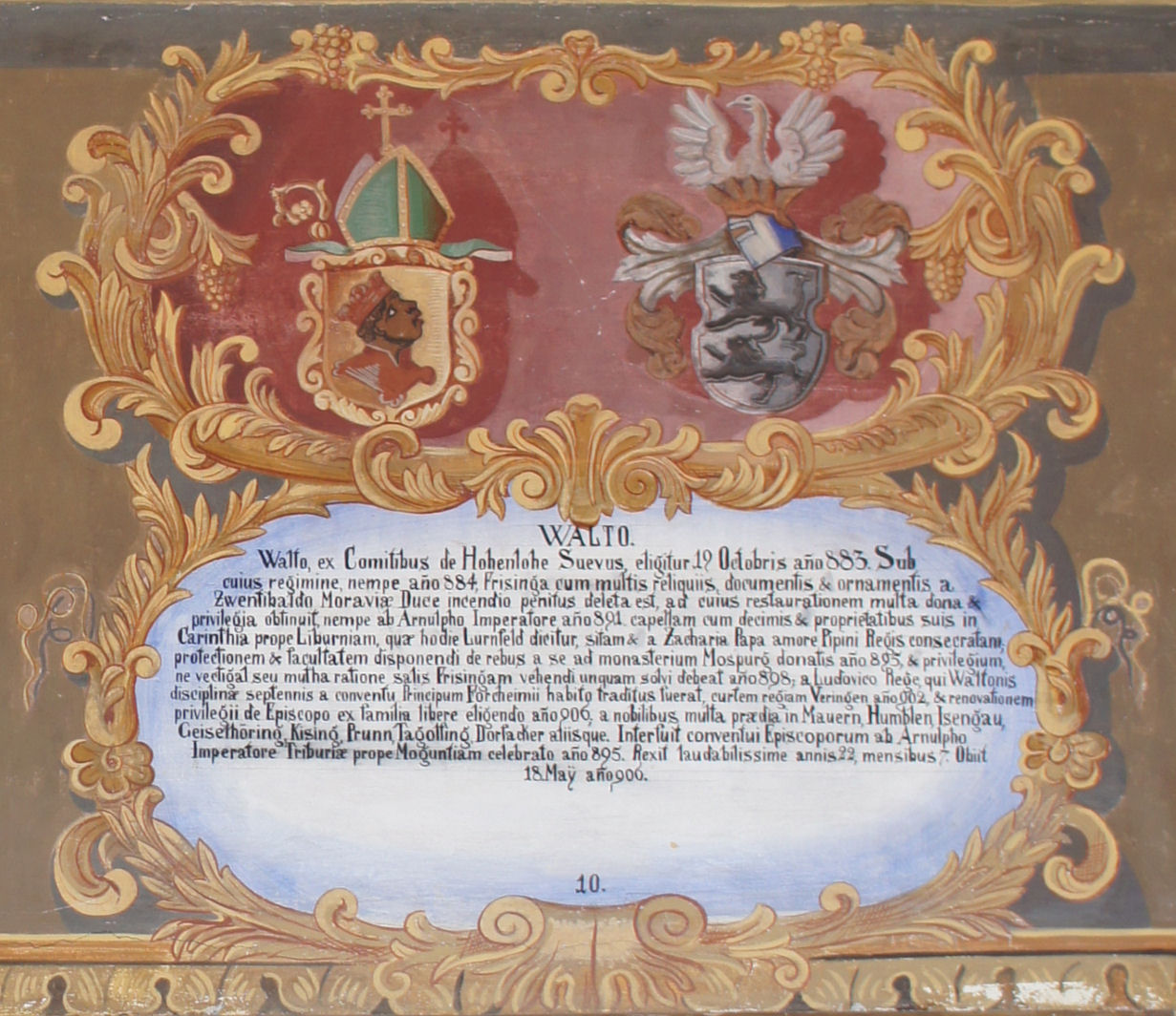
Wappentafel von Waldo im Fürstengang Freising

Waldo von Freising, auch Uualdo, Vualdo oder Vvaldo, (* ca. 852/3 im Bodenseeraum; † 18. Mai 906 in Trebur oder Holzkirchen bei Würzburg) war seit dem Jahr 883 Bischof von Freising.

## Leben
Der Konstanzer Domschüler besuchte nachfolgend die Klosterschulen in St. Gallen und auf der Reichenau und erhielt 878–879 seine Ausbildung bei Erzbischof Liutbert von Mainz. Sein mit ihm ausgebildeter Bruder Salomo wurde 891 Bischof von Konstanz. Waldo war seit 880 Notar und 882 bis 884 Kanzler von König Karl III. Im Vorfeld der Bischofserhebung Waldos kam es erstmals zur Einmischung des Königs bei der Besetzung des Freisinger Bischofsstuhls. Waldo war auch nach langer Zeit der erste Bischof von Freising, der nicht den großen Adelssippen des bayerischen Raumes angehörte.
Nach dem Tod des Bischofs Arnold von Freising am 22. September 883 erhielt er, der immer noch nur den geistlichen Rang eines Subdiakons innehatte, rasch alle Weihen bis hin zum Bischof. Waldo galt auch unter Arnulf von Kärnten als einer der politisch einflussreichsten Bischöfe im damaligen Ostfrankenreich. Von 889 bis 892 war er auch Abt des Klosters Kempten. Waldo nahm sowohl im Jahr 888 an der Synode von Mainz, wie auch im Mai 895 an der Synode von Trebur teil. Vermutlich war er auch Teilnehmer an der Ungarnschlacht bei Linz im Jahr 900. 
903 brannte der Freisinger Dom ab, die Schäden wurden jedoch bis zum Jahr 906 nicht zuletzt aufgrund der Einnahmen aus dem Salzzoll des von ihm erworbenen Föhrings wieder behoben. Im Frühjahr Mai 906 begab sich Waldo zu einem Reichstag in Trebur. Letztmals nachweisbar ist Waldo dann in Holzkirchen bei Würzburg, wo er von Ludwig dem Kind für den Freisinger Klerus noch das Zugeständnis der freien kanonischen Wahl aller künftigen Bischöfe erwirkte. Entweder dort oder in Trebur starb er. Sein Leichnam wurde in den Freisinger Dom überführt.